# Кулябин, Александр Филимонович
Александр Филимонович Кулябин (10 ноября 1918 — 29 декабря 1967) — советский учёный в области аэродинамики и струйной аэрогазодинамики изделий ракетно-космической техники (РКТ). Один из основоположников струйной аэрогазодинамики изделий РКТ. Развил изучение влияния струй двигателей на аэродинамические характеристики изделий, интенсифицировал работу в этом направлении. Внёс значительный вклад в создание экспериментальной аэродинамической базы НИИ-88 и проведение исследований по аэрогазодинамике. Лауреат Ленинской премии (1966).

## Биография
Родился 10 ноября в селе Н. Талица Глазовского уезда Вятской губернии (ныне — село Талица, административный центр Талицкого сельского поселения в составе Фалёнского района Кировской области) в крестьянской семье. Окончил с отличием В.-Туринскую полную среднюю школу и поступил без экзаменов на физико-математический факультет Пермского государственного университета (Молотовский государственный университет им. Горького). В 1941 г. завершил обучение по специальности «механика» («инженер-механик»). Был призван в ряды Советской армии, где находился по август 1946 г. В это время — с 1941-го по 1946-й — обучался на инженерном факультете Военно-Воздушной инженерной академии имени Н. Е. Жуковского (ВВИА). На разных курсах академии пересекался по учёбе с Ю. А. Мозжориным, под руководством которого предстояло работать в 1960-е годы в НИИ-88. В 1946 г. окончил теоретический курс академии, получив воинское звание «инженер-лейтенант». Указом Президиума Верховного Совета СССР от 9 мая 1945 г. «За образцовое выполнение заданий командования на фронте в борьбе с немецко-фашистскими захватчиками» техник-лейтенант Кулябин был награждён медалью «За Победу над Германией в Великой Отечественной войне 1941—1945 годов».
В 1946 г. принят на работу в НИИ-88 (Калининград Московской области) на должность инженера, младшего научного сотрудника; через полгода назначен начальником спец. группы СКБ (специальное конструкторское бюро) под руководством С. П. Королёва; в 1950-м — начальником сектора, выполняющего проектно-расчётные и научно-исследовательские работы по аэрогазодинамике, проектного 3-го отдела ОКБ-1. В 1952 г. закончил Высшие инженерные курсы при МВТУ им. Баумана, защитив проект на «отлично». В 1955 г. защитил кандидатскую диссертацию. Указом Президиума Верховного Совета СССР (с грифом «совершенно секретно») от 20 апреля 1956 г. «За заслуги в деле создания дальних баллистических ракет» был награждён орденом «Знак Почета».
В 1961 г. переведён из ОКБ-1 в НИИ-88 (в 1956 г. стали самостоятельными предприятиями), назначен старшим научным сотрудником, начальником сектора в комплексе аэродинамики, возглавляемом Ю. А. Демьяновым. Решением Президиума Комитета по Ленинским премиям в области науки и техники при Совете Министров СССР от 19 апреля 1966 г. (пункт № 4) «За систематические экспериментальные и теоретические исследования по аэрогазодинамике баллистических ракет, космических аппаратов, баллистического спуска и их элементов» был удостоен Ленинской премии за 1966 г. в составе коллектива. В 1967 г. подготовил к защите диссертацию на соискание учёной степени доктора наук, но не успел защитить её.
29 декабря 1967 г. трагически ушёл из жизни. Похоронен в Королёве на Болшевском кладбище.

## Научная деятельность
А. Ф. Кулябин участвовал в создании ракеты Р-3. Был среди основных исполнителей в ОКБ-1 темы Н3 — «Исследование перспектив создания РДД различных типов с дальностью полета 5000-10 000 км с массой боевой части 1-10 т» и ее продолжения — темы Т-1, целью которой была «разработка эскизного проекта двухступенчатой баллистической ракеты дальнего действия массой до 170 т с отделяющейся головной частью массой 3000 кг на дальность 8000 км».
Один из основных разработчиков ракеты Р-7 (8К71). Внёс особо существенный вклад в окончательный выбор её аэродинамической схемы. На ракете Р-7 и ее последующих модификациях внедрено изобретение А. Ф. Кулябина, созданное им в соавторстве с А. Ф. Тюриковой, В. П. Куликовой, — воздушный руль треугольной формы.
Принимал участие в проектной разработке ракеты Р-9 и её вариантов — Р-9А, Р-9В. Внёс большой личный вклад в проектирование носителя Н-1: занимался изучением давления в области дна всех ступеней, пульсационных процессов, обусловленным особенностью компоновки донной части ракеты с большим количеством двигателей; выполнил большой объём исследований с целью оптимизации кормовой части носителя с точки зрения уменьшения суммарного донного сопротивления. Руководил проведением аэродинамических испытаний комплекса Н1-Л3.
Участвовал в отработке всех изделий, которые создавались в отрасли в период 1950—1960-х гг.
Проводил систематические аэродинамические исследования по головным частям ракет, корпусам и корпусам с оперениями, крыльям различных форм, воздушным и газовым рулям, струям двигателей, донному давлению ступеней, отражателям и процессу разделения ступеней.
Занимался испытаниями моделей, имитирующих двигатели с холодными струями, с целью уточнения аэродинамических характеристик, донного давления, определения силового воздействия при старте, определения сил и моментов при разделении ступеней, что позволило произвести более точные аэрогазодинамические расчёты ракет, улучшить их лётные характеристики (применительно к Р-7, Р-7А, Р-9 и последующим ракетам). В результате, например, появилась возможность увеличить дальность полета ракет Р-7 и Р-7А.
Участвовал в создании стендов и барокамер для испытания моделей с холодными и горячими струями двигательных установок; проведении натурных испытаний воздушных рулей: статических, динамических и на флаттер; отработке ферменных соединений ступеней, весовой модели с внутримодельным двигателем для струйных исследований.
Проведённые систематические экспериментальные исследования по аэрогазодинамике изделий РКТ были обобщены А. Ф. Кулябиным в работе, отмеченной Ленинской премией (1966 г.), — «Справочные материалы по аэрогазодинамике баллистических ракет и космических аппаратов» (1963 г.), выпущенной в соавторстве.
В издании представлен весь опыт аэрогазодинамической отработки изделий, созданных к тому моменту в ракетно-космической отрасли, приведены аэродинамические характеристики головных частей, корпусов ракет, в том числе корпусов с оперениями, крыльев, воздушных рулей, разделяющихся ступеней, донного давления, а также характеристики космических аппаратов. На основе указанных справочных материалов были созданы «Руководства для конструкторов по аэрогазодинамике ракет и космических аппаратов». Выпущенные в конце 1960-х гг., они содержат методы расчёта аэродинамики головных частей, корпусов, крыльев и рулей ракет.
А. Ф. Кулябин — участник научных конференций, проводимых НИИ-88, Ленинградским механическим институтом (ЛМИ) и др. Автор и соавтор многих научных работ и изобретений в области ракетно-космической техники.

## Некоторые изобретения
- «Воздушный руль треугольной формы» (автор. свид. № 23741) в соавт. с А. Ф. Тюриковой, В. П. Куликовой;

- «Тезо-балансировочные весы получения балансировочных аэродинамических характеристик моделей летательных аппаратов» в соавторстве с Г. И. Борисовым;

- охлаждаемые крестовины и гребёнки;

- весы для определения точных характеристик в балансировочном режиме;

- весы для исследования разделения ступеней;

- весы для измерения коэффициента сопротивления и эффекта тяги и др.

## Труды
- «Справочные материалы по аэрогазодинамике баллистических ракет и космических аппаратов» в соавт. 1963 г.

- Работы, опубликованные в сборниках трудов ЦАГИ (Центральный аэрогидродинамический институт им. проф. Н. Е. Жуковского, ЛМИ.

## Награды и премии
- Медаль «За победу над Германией в Великой Отечественной войне 1941—1945 гг.» (1945)
- Орден «Знак Почёта» (1956)
- Ленинская премия (1966)